# Dragon Ball Z: Moetsukiro!! Nessen · Ressen · Chō-Gekisen
Dragon Ball Z: Moetsukiro!! Nessen・Ressen・Chōgekisen (ドラゴンボールZ 燃えつきろ!!熱戦・烈戦・超激戦,  Doragon Boru Zetto: Moetsukiro!! Nessen・Ressen・Chōgekisen ?, Dragon Ball Z: ¡¡Arde!! Una superbatalla feroz, extrema y ardiente) es la 11.ª película basada en la serie de manga y anime Dragon Ball, y la 8.ª de la etapa Dragon Ball Z, fue estrenada el 6 de marzo de 1993.

## Argumento
Kaiosama percibe la destrucción de la galaxia sur por un Super Saiyajin y se da cuenta de que la galaxia norte será el siguiente objetivo. Se pone en contacto telepáticamente con Son Goku, que comienza a rastrear el ki del Super Saiyajin.
En la Tierra, una nave espacial interrumpe un pícnic y un ejército de soldados alienígenas humanoides recibe a Vegeta como su rey. Su líder se revela como un Saiyajin llamado Paragus que afirma haber creado un Nuevo Planeta Vegeta y desea que Vegeta le acompañe para asumir el trono como Rey de los Saiyajin. Vegeta acepta después de que Paragus le diga que el "Super Saiyajin Legendario" está corriendo por toda la galaxia y debe ser detenido. Son Gohan, Trunks del Futuro, Krilin, el Maestro Roshi y Oolong acompañan a Vegeta a la nave.
En el Nuevo Planeta Vegeta, Vegeta se encuentra con el hijo de Paragus, Broly, que se une a él para rastrear al Super Saiyajin en otros planetas. Son Gohan, Trunks y Krilin exploran Nuevo Vegeta y descubren que está deshabitado, excepto por los esclavos alienígenas que revelan que un Super Saiyajin arrasó con su civilización. Los amos de los esclavos comienzan a abusar de ellos pero son defendidos por Son Gohan cuando llega Son Goku. Paragus reconoce a Son Goku como el hijo de Bardock y éste les invita a cenar en el palacio donde Broly aparece agitado con sólo ver a Son Goku. Paragus calma a su hijo utilizando un dispositivo en su brazalete que se sincroniza con la diadema de Broly y, Sin embargo, a pesar de esto, Broly ataca a Son Goku en medio de la noche requiriendo que Paragus calme a su hijo una vez más. Son Goku sospecha que Broly es un Super Saiyajin y Paragus contempla el dispositivo de control mental y sospecha que está funcionando mal debido a que Broly responde agresivamente a Son Goku. Paragus teoriza que los violentos instintos Saiyajin de Broly están despertando como resultado del poder de Son Goku, y luego recuerda que nacieron el mismo día en un intento de explicar su encuentro predestinado después de todos estos años.
Son Goku y los demás se enfrentan a Paragus al conocer la verdad sobre Broly mientras su agresividad hacia Son Goku aumenta hasta el punto de liberarse del dispositivo de control mental y finalmente se transforma en un monstruo lleno de rabia: el Super Saiyajin Legendario. Broly ataca a Son Goku, que es defendido por Trunks del Futuro y Son Gohan, mientras un temeroso Vegeta pierde las ganas de luchar ante el Super Saiyajin Legendario. Paragus se burla de Vegeta mientras revela que Broly nació con un nivel de poder de 10000 y fue temido por el Rey Vegeta hasta el punto de que ordenó la ejecución del infante. Paragus no consiguió convencer al Rey Vegeta de que perdonara la vida a Broly, que fue atravesado en el abdomen por un cuchillo y dado por muerto junto a su padre mientras Freezer destruía el Planeta Vegeta ese mismo día en un intento fallido de Bardock de derrotar a Freezer. El instinto de supervivencia de Broly hizo que se protegiera a sí mismo y a Paragus y salieron al espacio protegidos por el poder de Broly. Broly se volvió inestable y sádico a medida que envejecía y Paragus se vio obligado a utilizar un dispositivo de control mental para apaciguar a su hijo, pero planeaba utilizarlo para vengarse de la estirpe del Rey Vegeta y convertir la Tierra en el Nuevo Vegeta. Paragus revela que un cometa se está acercando a Nuevo Vegeta y lo destruirá al impactar.
Son Goku, Son Gohan y Trunks del Futuro son dominados por Broly hasta que llega Piccolo y los cura con las Semillas del Emirtaño. Vuelven a enfrentarse a Broly, pero siguen estando muy superados. Tras ser regañado por Piccolo, el orgullo de Vegeta finalmente regresa y se enfrenta a Broly, pero es rápidamente incapacitado. Paragus se prepara para escapar del planeta condenado en una pequeña cápsula espacial antes de enfrentarse a Broly y morir aplastado en el interior de la nave, para momentos después ser lanzado por Broly hacia el cometa. A pesar de que el poder de Broly sigue aumentando, Son Goku consigue desafiarlo una vez más y es golpeado sin piedad mientras pide a sus aliados que le presten su energía. Después de muchas reticencias, Vegeta a pesar de su orgullo finalmente le da su energía a Son Goku, que es capaz de utilizarla para golpear a Broly directamente en el abdomen, reabriendo la herida que sufrió de pequeño, lo que provoca que el poder del Super Saiyajin Legendario se vuelva inestable y explote.
Justo cuando el cometa golpea y destruye a Nuevo Vegeta, Son Goku, sus amigos y los esclavos se alegran al conseguir escapar en la nave espacial de Piccolo para regresar a la Tierra.

## Personajes
Son Gokū ( 孫 悟空 Son Goku?)
 Seiyū: Masako Nozawa
Son Gohan (孫 悟飯 Son Gohan?)
 Seiyū: Masako Nozawa
Piccolo ( ピッコロ  Pikkoro?)
 Seiyū: Toshio Furukawa
Vegeta ( ベジータ  Bejīta?)
 Seiyū: Ryo Horikawa
Broly (ブロリー  Burori?)
 Seiyū: Bin Shimada
Trunks (トランクス  Torankusu?)
 Seiyū: Takeshi Kusao
Krilin (クリリン  Kuririn?)
 Seiyū: Mayumi Tanaka
Oolong (ウーロン Ūron?)
 Seiyū: Naoki Tatsuta
Bulma (ブルマ Buruma?)
 Seiyū: Hiromi Tsuru
Kame Sen'nin ( 亀仙人 Kame Sennin?)
 Seiyū: Kōhei Miyauchi
Chichi ( チチ Chichi?)
 Seiyū: Naoko Watanabe
Rey Vegeta (ベジータ王  Bejīta Ō?)
 Seiyū: Masaharu Satō
Dr. Brief (ブリーフ博士 Burīfu-hakase?)
 Seiyū: Jōji Yanami
Kaiō del Norte (北の界王 Kita no Kaiō?)
 Seiyū: Jōji Yanami

## Personajes exclusivos de la película

#### Paragus
Paragus (パラガス  Paragasu?)
 Seiyū: Iemasa Kayumi
Doblador: Jesús Prieto (España) y Roberto Sen (México)
Paragus es un saiyajin nacido en el planeta Vegeta y es el padre de Broly. Al conocer el poder de Broly, el Rey Vegeta decretó la muerte del niño, Paragus trato de defenderlo pero fue eliminado junto con él, ambos fueron descartados, moribundos, a un lugar de desechos. Unos minutos después Freezer destruye el planeta Vegeta, pero Paragus y Broly se salvan ya que el niño crea un escudo con su Ki.
En los próximos años, al ver la destrucción que causaba Broly, Paragus intentó detenerle, pero no lo logró, por lo que buscó un científico que construyó una diadema y un brazalete para controlar a Broly. Al tener a Broly bajo su control, empezó a esclavizar otros planetas y mandarlos a Nuevo Vegeta, con la intención de derrotar a Vegeta y a los guerreros de la Tierra para convertirla en su base desde donde crearía su imperio; pero por la colosal batalla prefirió tentar a Vegeta con convertirlo en rey en el planeta Nuevo Vegeta y donde sería destruido por el cometa Gumorie (グモリー彗星 Gumorī Suisei?).
En el planeta se desveló todo por culpa de Son Goku, que llegó allí por la destrucción de la Galaxia Sur por Broly. Al ser compañeros de incubadora en el Planeta Vegeta, Broly se enfureció al verlo por los gritos y llantos nocturnos de Son Goku en la infancia y Paragus apenas podía controlar su poder. En la pelea, Paragus intentó huir sin Broly, confiando en que el cometa que iba a destruir el planeta matara a Broly, pero este lo descubrió huyendo en una nave monoplaza. Agarró la nave, la aplastó y la lanzó contra el meteorito aparentemente matándolo.
Su nombre proviene de la palabra en inglés Asparagus (アスパラガス Asuparagasu?, espárrago).

### Angol y Mois
Angol y Mois (アンゴル & モア Angoru & Moa?)
 Seiyū: Yasuhiko Kawazu
Doblador: Alberto Luque (España)
Angol y Mois son dos seguidores de Paragus. Sus nombres provienen de una palabra relacionada con las profecías de Nostradamus, Angolmois (アンゴルモア Angorumoa?).

## Reparto
| Personaje       | Actor de voz (Japón) | Doblaje (Hispanoamérica) | Doblaje (España)         |
| --------------- | -------------------- | ------------------------ | ------------------------ |
| Son Goku        | Masako Nozawa        | Enrique Mederos (†)      | José Antonio Gavira      |
| Vegeta          | Ryo Horikawa         | René García              | Alberto Hidalgo          |
| Trunks          | Takeshi Kusao        | Óscar Flores             | Luis Fernando Ríos       |
| Son Gohan       | Masako Nozawa        | Araceli de León (†)      | Ana Cremades             |
| Piccolo         | Toshio Furukawa      | José Luis Castañeda      | Antonio Inchausti        |
| Broly           | Bin Shimada          | Ricardo Brust            | Alejandro Albaiceta      |
| Paragus         | Iemasa Ieyumi        | Roberto Sen              | Jesús Prieto             |
| Kaiosama        | Joji Yanami          | José Luis McConnell      |                          |
| Krilin          | Mayumi Tanaka        | Luis Daniel Ramírez      | Ángeles Neira            |
| Kame Sennin     | Kōhei Miyauchi       | Jesús Colin (†)          | Mariano Peña             |
| Oolong          | Naoki Tatsuta        | Arturo Mercado           | Antonio Inchausti        |
| Shamo           | Hiroko Emori         | José Arenas              | Mari Carmen de las Casas |
| Abuelo de Shamo | Masaharu Sato        | José Luis McConnell      |                          |
| Chi-Chi         | Naoko Watanabe       | Patricia Acevedo         | Julia Olivia             |
| Bulma           | Hiromi Tsuru (†)     | Mónica Manjarrez         | Nonia de la Gala         |
| Rey Vegeta      | Masaharu Satō        | Joaquín Martal           | Jorge Tomé               |
| Dr. Brief       | Joji Yanami          | Abel Rocha               | Mariano Fraile           |
| Sra. Brief      | Hiroko Emori         | Patricia Quintero        | Mercedes Hoyos           |

## Música
Tema de apertura (opening)
- "CHA-LA HEAD-CHA-LA" por Hironobu Kageyama

Tema de cierre (ending)
- "Burning Fight ~Nessen - Ressen - Chōgekisen~" (バーニング・ファイト－熱戦・烈戦・超激戦－?) por Hironobu Kageyama y Yuka

## Recepción
Dragon Ball Z: Moetsukiro!! Nessen - Ressen - Chōgekisen ha recibido críticas positivas de parte de la audiencia y los fanes. En el sitio IMDb los usuarios le han dado una puntuación de 7.5/10, sobre la base de más de 7200 votos. En Anime News Network tiene una puntuación aproximada de 7/10 (buena) basada en 1083 votos, mientras que en MyAnimeList tiene una calificación de 7.6/10, sobre la base de 42 193 votos.